# Cala Gamba
Cala Gamba es una playa situada a nueve kilómetros al este de la ciudad española de Palma de Mallorca, en las Islas Baleares, rodeada por edificios de cierta singularidad como la central térmica y el conocido Hospital de San Juan de Dios, muy próxima al Aeropuerto de Palma de Mallorca hacen de esta playa un rincón urbano de afluencia de tipo medio de bañistas, aunque se pueda estacionar con facilidad en la cercanía. 
En los alrededores hay hoteles que abren durante el verano y Cala Gamba también es conocida por el café-teatro de Agustín Martínez "El Casta", uno de los artistas cómicos más destacados de Baleares.

## Características
- Tipo: Urbana
- Longitud: 100m
- Anchura: 25m
- Composición: Rocas / Arena gruesa
- Tipo forra: Oscuridad
- Tipo de mar: Aguas tranquilas
- Nudista: no

## Seguridad
- Bandera azul: No
- Equipo vigilancia: No
- Señalización peligro: No
- Policía local / tel.: No
- Cruz Roja / tel.: No
- Equipo salvamento: No

## Club Náutico de Cala Gamba
La historia del Club Náutico de Cala Gamba, está recogida en una gran obra titulada "S'Amarador", escrita por Pere Galiana Veiret, insigne socio y antiguo directivo del Club. En el documento se recogen los hechos más destacables del Club desde su inicio en 1934; la fundación oficial fue el día 12 de junio del año 1938.
No se tiene que olvidar, tampoco, todas las obras realizadas desde el año 1997 hasta la actualidad, que han provocado un cambio radical al paisaje de Club Náutico Cala Gamba.